# Max Vogler (Unternehmer)
Max Vogler (* 14. November 1893 in München; † 13. März 1956 ebenda) war ein deutscher Kaufmann.
Vogler übernahm 1922 das Eisenwarengeschäft seiner Eltern. Nach 1945 war er 2. Vorsitzender des Landesverbands des Bayerischen Einzelhandels. Von Dezember 1947 bis zu seinem Tod war er Mitglied des Bayerischen Senats.